# M8 (Groot-Brittannië)
De M8 is de drukste autosnelweg van Schotland, het verbindt de twee drukste steden van het land, Glasgow en Edinburgh met elkaar.
De weg is 97 kilometer lang, met een onderbreking van 10 kilometer ter hoogte van Coatbridge. De weg loopt in oost-westelijke richting. Hij begint aan de ringweg van Edinburgh en loopt via Glasgow, naar Langbank waar de weg overgaat in de A8.
De M8 is onderdeel van de Europese weg 5 vanaf het einde van de weg bij Langbank tot afslag 8 bij Glasgow
Ook is de weg onderdeel van de Europese weg 16, de hele M8 is onderdeel van deze weg.
Groot-Brittannië:
M1 · M2 · M3 · M4 · M5 · M6 · M6 Toll · M8 · M9 · M10 · M11 · M18 · M20 · M23 · M25 · M26 · M27 · M32 · M40 · M42 · M45 · M48 · M49 · M50 · M53 · M54 · M55 · M56 · M57 · M58 · M60 · M61 · M62 · M65 · M66 · M67 · M69 · M73 · M74 · M77 · M80 · M90 · M180 · M181 · M271 · M275 · M602 · M606 · M621 · M876 · M898
A1(M) · A3(M) · A38(M) · A48(M) · A57(M) · A58(M) · A64(M) · A66(M) · A74(M) · A167(M) · A194(M) · A308(M) · A329(M) · A404(M) · A601(M) · A627(M) · A823(M)
Noord-Ierland:
M1 · M2 · M3 · M5 · M12 · M22 · A8(M)